# Albrecht Adam

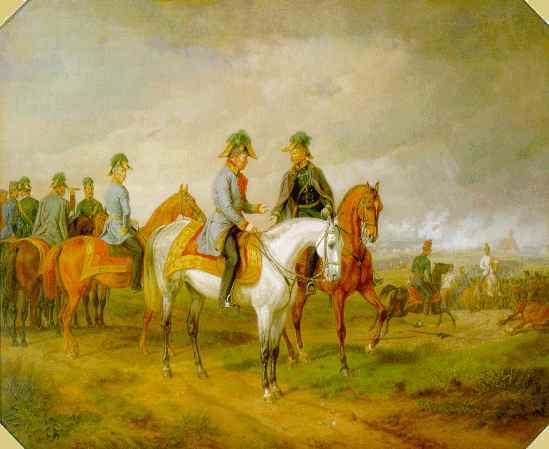
Slaget vid Novara, 1858.

Albrecht Adam, född 16 april 1786 i Nördlingen, död 28 augusti 1862 i München, var en tysk batalj- och hästmålare.
Han deltog 1809 i ett österrikiskt fälttåg, av vilket han målade flera episoder, vilka arbeten så väckte vicekungens av Italien, Eugène Beauharnais, uppmärksamhet, att denne utnämnde honom till hovmålare och medtog honom på ryska fälttåget 1812. Detta gav honom ämnen dels till en mängd tavlor för vicekungens räkning, dels till ett något senare utkommande litografiskt praktverk, Voyage pittoresque et militaire. Adam uppehöll sig sedermera i München, där han på beställning av Maximilian I och Ludvig I av Bayern utförde en mängd arbeten, bland annat Slaget vid Moskva. Åren 1848-49 deltog han i österrikarnas fälttåg i Italien, varefter han för hovet i Wien målade Slaget vid Custozza och Slaget vid Novara, vilka han sedan, tillika med Stormningen av Dybbøls skansar, målade även på kung Ludvigs beställning. Hans sista större arbete var Slaget vid Zorndorf. Adams sista målningar och i allmänhet hans litografiska verk är utförda under samarbete med sönerna Benno, Franz och Eugèn.